# Neotridactylus pentacuminatus
Neotridactylus pentacuminatus är en insektsart som beskrevs av Günther, K.K. 1989. Neotridactylus pentacuminatus ingår i släktet Neotridactylus och familjen Tridactylidae. Inga underarter finns listade i Catalogue of Life.